# Турје (Жилина)
Турје (слч. Turie) насељено је мјесто са административним статусом сеоске општине (слч. obec) у округу Жилина, у Жилинском крају, Словачка Република.

## Становништво
| Година:    | 1994. | 2004.   | 2014.   | 2024.   |
| ---------- | ----- | ------- | ------- | ------- |
| Број људи: | 1819  | 1970    | 1979    | 2158    |
| Разлика:   |       | +8,30 % | +0,45 % | +9,04 % |

| Година:    | 2023. | 2024.   |
| ---------- | ----- | ------- |
| Број људи: | 2117  | 2158    |
| Разлика:   |       | +1,93 % |

Према подацима о броју становника из 2024. године насеље је имало 2158 становника.